# NGC 5209
NGC 5209 је елиптична галаксија у сазвежђу Девица која се налази на NGC листи објеката дубоког неба.
Деклинација објекта је + 7° 19' 40" а ректасцензија 13h 32m 42,5s. Привидна величина (магнитуда) објекта NGC 5209 износи 13,5 а фотографска магнитуда 14,5. NGC 5209 је још познат и под ознакама UGC 8522, MCG 1-35-2, CGCG 45-9, NPM1G +07.0328, PGC 47654.